# Indice de Pareto

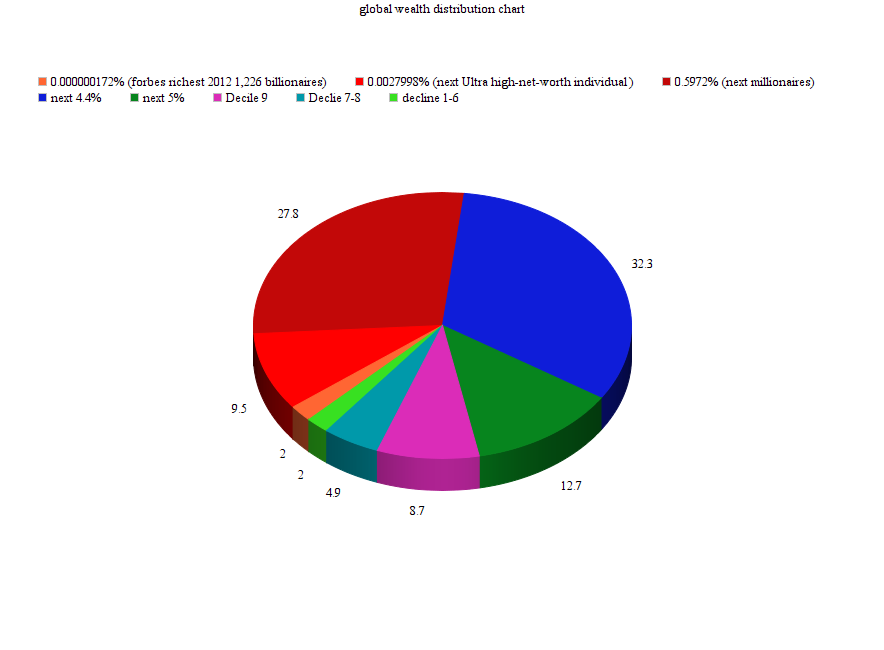
Diagramme circulaire représentant la distribution des richesses mondiale en 2012, en fonction du capital économique.

Nommé en l'honneur de l'économiste et sociologue italien Vilfredo Pareto, l'indice de Pareto est historiquement en économie une mesure de la distribution des revenus au sein d'une population. D'une manière plus générale et plus formelle, c'est un des paramètres de la loi de Pareto.

## Définition
L'indice de Pareto est défini formellement pour une distribution des revenus suivant une loi de Pareto. Dans ce cas, en notant {\displaystyle x_{\mathrm {min} }} le revenu minimal de la population observée, la probabilité qu'un individu ait un revenu supérieur à {\displaystyle x} est:
{\displaystyle \left({\frac {x}{x_{\mathrm {min} }}}\right)^{-k}}
où le paramètre {\displaystyle k} est l'indice de Pareto.

## Applications et valeurs usuelles
Développées historiquement pour l'étude de la distribution des revenus dans une population, la distribution et l'indice de Pareto ont trouvé de nombreuses autres applications en économie et au-delà.

### Principe de Pareto ou Loi 80-20
La forme la plus connue de la distribution de Pareto est le principe de Pareto ou loi 80-20, qui affirme par exemple que 80 % de la richesse d'un pays sont détenus par 20 % de sa population.
Il s'agit en fait d'un cas particulier de distribution de Pareto avec un indice de Pareto de valeur {\displaystyle k=\log _{4}\left({5}\right)=1{,}16\dotsc }.

### Distribution des richesses
En économie, la distribution de Pareto trouve une application efficace pour l'étude de la répartition des richesses (à distinguer de la répartition des revenus) au sein d'une population, en particulier pour des niveaux de richesse élevés. Ainsi le cabinet de conseil Cap Gemini utilise cette méthode pour son étude annuelle World Wealth Report.
L'indice de Pareto utilisé pour cette étude est de 1,36 (recalculé à partir de la publication).